# Step Up 3D
Step Up 3D (prt: Step Up 3D; bra: Ela Dança, Eu Danço 3) é um filme de dança americano de 2010, escrito por Amy Andelson e Emily Meyer e com direção de Jon M. Chu.

## Elenco
- Adam G. Sevani como Robert Alexander III (Moose).
- Alyson Stoner como Camille Gage
- Rick Malambri como Luke Katcher, líder d'"Os Piratas"
- Sharni Vinson como Natalie.
- Joe Slaughter como Julian
- Keith Stallworth como Jacob
- Kendra Andrews como Anala
- Stephen "tWitch" Boss como Jason
- Jonathan "Legacy" Perez como Legz
- Martín Lombard como 1 dos gêmeos Santiago
- Facundo Lombard como 1 dos gêmeos Santiago
- Oren "Flearock" Michaeli como Carlos
- Chadd "Madd Chadd" Smith como Vladd
- Daniel "Cloud" Campos como Kid Darkness

## Recepção

### Resposta da crítica
Step Up 3D recebeu críticas mistas dos críticos. O site agregador de críticas Rotten Tomatoes deu-lhe uma classificação de 47% baseado em 124 comentários. O consenso do site é: "Pode não conter atuações confiáveis ou um enredo memorável, mas Step Up 3-D oferece coreografias sólidas e visuais impressionantes". Ele também possui uma pontuação de 45/100 no Metacritic significando revisões mistas ou médias. Audiências entrevistadas pelo CinemaScore deram ao filme uma nota B +.